# USS Badoeng Strait (CVE-116)
USS Badoeng Strait (CVE-116) là một tàu sân bay hộ tống lớp Commencement Bay được Hải quân Hoa Kỳ chế tạo trong Chiến tranh Thế giới thứ hai. Nó là chiếc tàu chiến duy nhất của Hải quân Mỹ được đặt theo eo biển Badung thuộc Bali, Indonesia, nơi diễn ra Trận chiến eo biển Badung vào năm 1942. Chỉ nhập biên chế khi Thế Chiến II đã kết thúc, con tàu đã phục vụ sau đó trong Chiến tranh Triều Tiên và Chiến tranh Lạnh, cho đến khi xuất biên chế năm 1957 và bị tháo dỡ năm 1972. Badoeng Strait được tặng thưởng danh hiệu Đơn vị Tưởng thưởng Hải quân cùng sáu Ngôi sao Chiến trận do thành tích phục vụ trong Chiến tranh Triều Tiên.

## Thiết kế và chế tạo
Badoeng Strait, với tên ban đầu là San Alberto Bay, được đặt lườn tại xưởng tàu của hãng Todd Pacific Shipyards ở Tacoma, Washington vào ngày 18 tháng 8 năm 1944. Nó được đổi tên thành Badoeng Strait vào ngày 6 tháng 11 năm 1944 trước khi hạ thủy vào ngày 15 tháng 2 năm 1945; được đỡ đầu bởi bà T. H. Binford, và nhập biên chế vào ngày 14 tháng 11 năm 1945 dưới quyền chỉ huy của Hạm trưởng, Đại tá Hải quân Thomas A. Turner, Jr.

## Lịch sử hoạt động
Trình diện để phục vụ cùng Hạm đội Thái Bình Dương, Badoeng Strait hoạt động từ San Diego, California cho đến tháng 3 năm 1946, khi nó thực hiện một chuyến đi ngắn đến khu vực quần đảo Hawaii. Con tàu được cho xuất biên chế vào ngày 20 tháng 4 năm 1946; nhưng lại được cho nhập biên chế trở lại vào ngày 6 tháng 1 năm 1947.

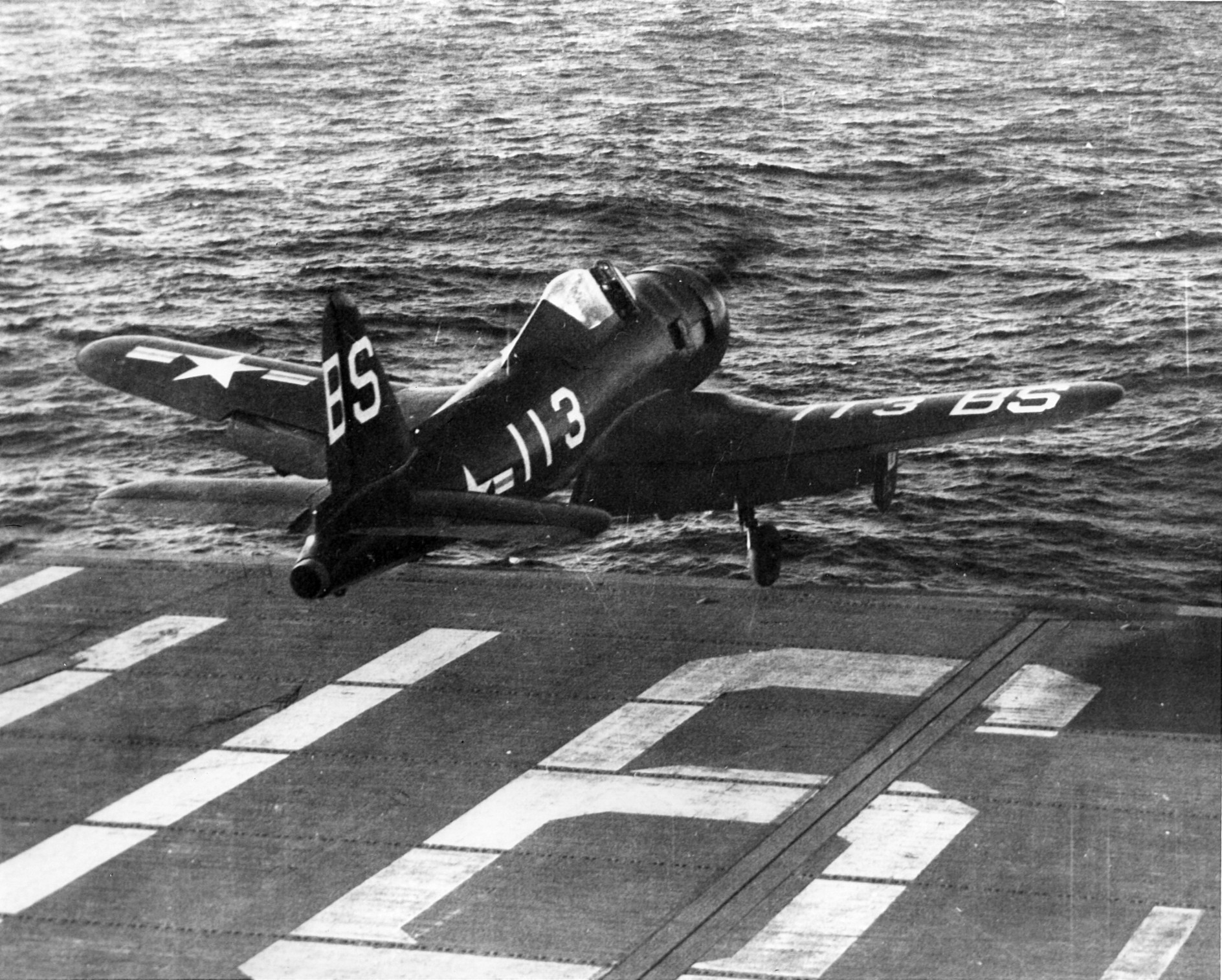
Một máy bay Ryan FR-1 Fireball được phóng từ Badoeng Strait, năm 1947.

Từ tháng 2, 1947 đến tháng 6, 1950, Badoeng Strait hoạt động tại khu vực Thái Bình Dương, thử nghiệm thiết bị chống tàu ngầm mới, huấn luyện nhân sự, và tham gia nhiều cuộc thực tập chống tàu ngầm. Trong những khoảng thời gian khác nhau, nó từng đảm nhiệm vai trò soái hạm cho các Đội tàu sân bay 17 và Đội tàu sân bay 15.
Từ tháng 7, 1950 đến tháng 2, 1953, Badoeng Strait hoàn tất ba lượt phục vụ trong cuộc Chiến tranh Triều Tiên: từ ngày 29 tháng 7, 1950 đến ngày 23 tháng 1, 1951; từ ngày 2 tháng 10, 1951 đến ngày 14 tháng 2, 1952; và từ ngày 6 tháng 10, 1952 đến ngày 11 tháng 2, 1953. Nó đã hoạt động tuần tra chống tàu ngầm và tham gia lực lượng hộ tống và phong tỏa, khi máy bay của nó hỗ trợ gần mặt đất cho cuộc chiến trên bộ trong giai đoạn đầu của cuộc chiến tranh, đặc biệt là trong việc phòng thủ vành đai Pusan từ ngày 6 tháng 8 đến ngày 12 tháng 9, cuộc đổ bộ lên Inchon vào ngày 15 tháng 9, và trong cuộc triệt thoái Hŭngnam từ ngày 9 đến ngày 24 tháng 12, 1950.
Sau khi quay trở về Hoa Kỳ, Badoeng Strait được hiện đại hóa đáng kể từ tháng 4 đến tháng 9, 1953, rồi tiếp tục hoạt động thử nghiệm thiết bị và chiến thuật chống tàu ngầm mới, hoạt động với các kiểu máy bay cánh cố định và máy bay trực thăng, tham gia nhiều cuộc tập trận, và thực hành cùng máy bay trực thăng Thủy quân Lục chiến. Nó còn có một lượt phục vụ khác tại Viễn Đông, và tham gia Chiến dịch Redwing, cuộc thử nghiệm bom khinh khí tại đảo san hô Bikini từ tháng 2 đến tháng 7, 1956.
Vào ngày 14 tháng 1, 1957, Badoeng Strait đi đến Bremerton, Washington để chuẩn bị ngừng hoạt động. Nó được cho xuất biên chế vào ngày 17 tháng 5, 1957 và đưa về thành phần dự bị. Con tàu bị tháo dỡ vào năm 1972.

## Phần thưởng
Badoeng Strait được tặng thưởng danh hiệu Đơn vị Tưởng thưởng Hải quân cùng sáu Ngôi sao Chiến trận do thành tích phục vụ trong Chiến tranh Triều Tiên.